# Încearcă să nu clipești
Încearcă să nu clipești este un film românesc din 2011 regizat de Radu Dragomir. Rolurile principale au fost interpretate de actorii Alex Potoceanu, Dana Rogoz.

## Distribuție
Distribuția filmului este alcătuită din:
- Valentin Popescu — Doctorul
- Tamara Popescu — Aurolaca
- Alexandru Potocean — Mihai
- Dana Rogoz — Andreea